# Remo (nome)
Remo  è un nome proprio di persona italiano maschile.

## Varianti
- Maschili
  - Alterati: Remolo[2]
- Femminili: Rema[1][2]
  - Alterati: Remina[1], Remola[2]

### Varianti in altre lingue
- Francese: Rémus, Rémo
- Inglese: Remus[5][6]
- Latino: Remus[2][3][4]
- Polacco: Remus
- Portoghese: Remo[5]
- Rumeno: Remus[4]
- Spagnolo: Remo[5]
- Ungherese: Rémusz

## Origine e diffusione

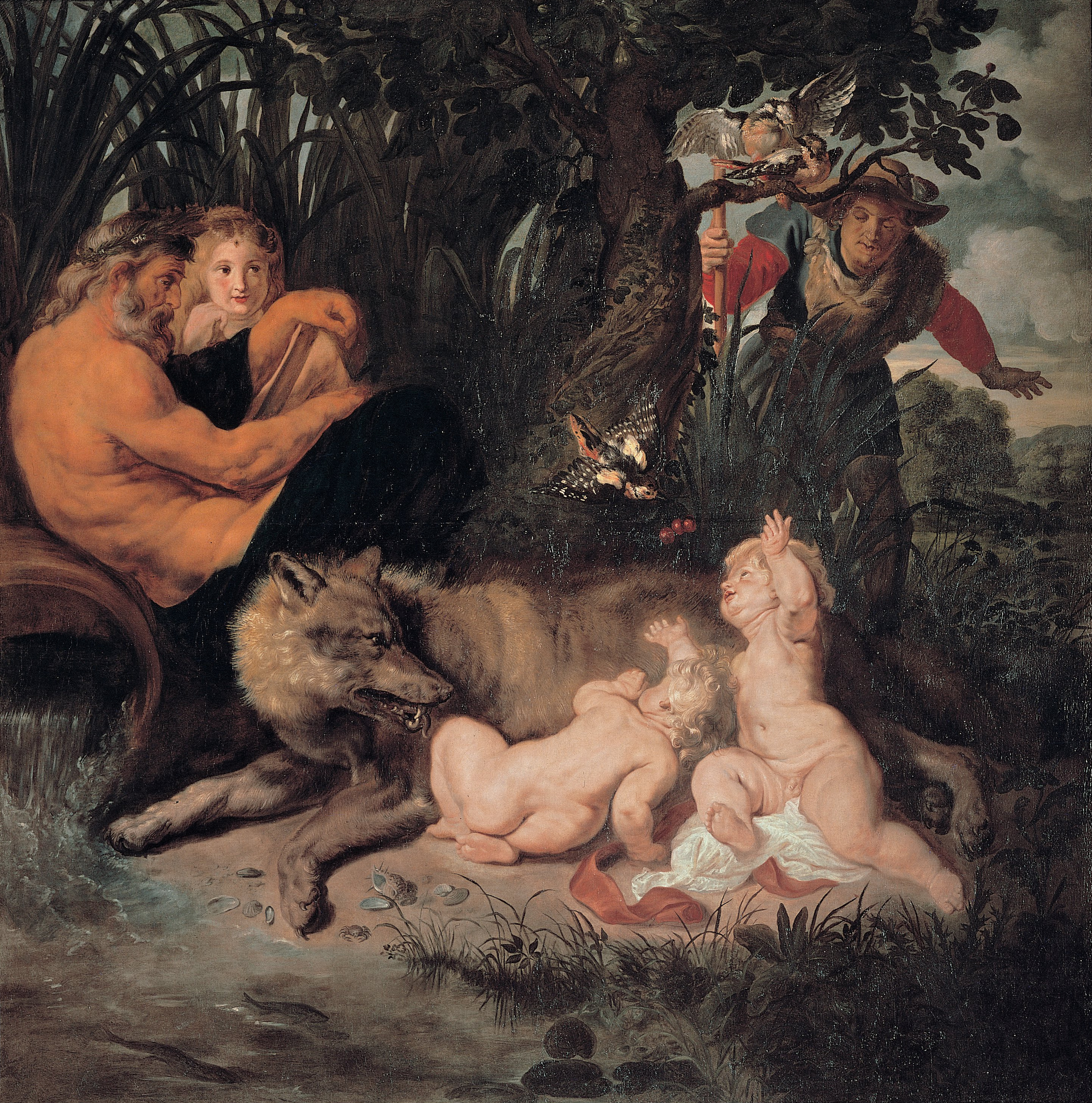
Romolo e Remo in un dipinto di Peter Paul Rubens

Deriva dall'antico nome latino Remus, di origine ignota, forse etrusca. Secondo alcune fonti il nome sarebbe derivato dal toponimo di Roma, mentre altre ipotizzano una connessione con il greco antico ῥέω (rhéo, "scorrere", "fluire", da cui anche il nome Rea).
Tale nome era portato da uno dei due leggendari fondatori di Roma, Remo, che durante una lite venne ucciso dal fratello Romolo; nell'Eneide è invece così chiamato un condottiero rutulo decapitato nel sonno da Niso.
La sua diffusione in Italia è di epoca rinascimentale, come ripresa proprio del nome del leggendario cofondatore di Roma; è attestato su tutto il territorio nazionale eccetto il profondo Sud. In latino è documentata la forma diminutiva Remolus, a cui però non sarebbe riconducibile il moderno nome Remolo, frutto probabilmente di un incrocio recente di Remo e Romolo. Curioso è il caso di san Romolo, vescovo di Genova, il cui nome venne adattato in dialetto genovese nella forma San Rœmu, che divenne poi "San Remo"; da lui prende il nome la città di Sanremo, prima chiamata Villa Matutiæ. In inglese l'uso del nome è attestato dall'inizio del XVIII secolo.

## Onomastico
Nessun santo ha mai portato questo nome, che quindi è adespota (va notato che il patrono e santo eponimo della città di Sanremo, ricordato il 13 ottobre, è infatti san Romolo, non "san Remo"); l'onomastico si può eventualmente festeggiare il 1º novembre, in occasione di Ognissanti.

## Persone

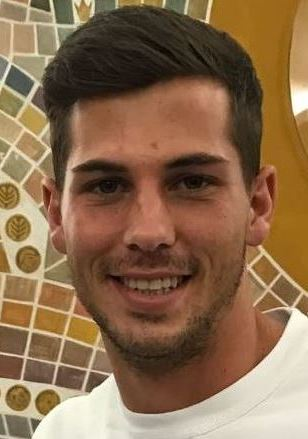
Remo Freuler

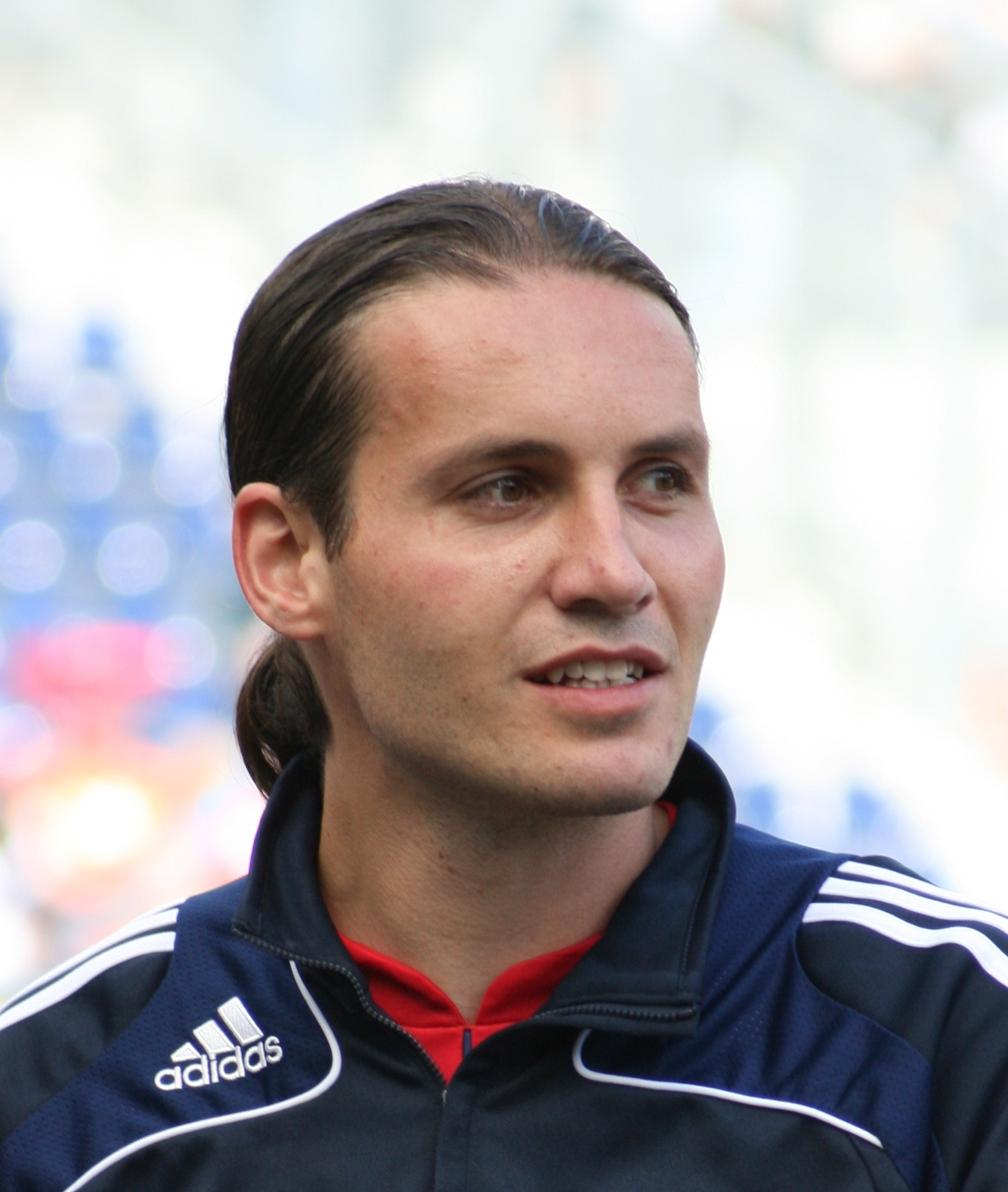
Rémo Meyer

- Remo Albertini, docente e politico italiano
- Remo Bodei, filosofo italiano
- Remo Brindisi, pittore italiano
- Remo Capitani, attore italiano
- Remo Franceschelli, giurista e avvocato italiano
- Remo Freuler, calciatore svizzero
- Remo Galli, allenatore di calcio e calciatore italiano
- Remo Gaspari, politico e avvocato italiano
- Remo Girone, attore italiano
- Remo Remotti, attore, pittore e scrittore italiano
- Remo Riva, scultore italiano
- Remo Ruffini, fisico italiano
- Remo Venturi, pilota motociclistico italiano

### Varianti
- Rémo Meyer, calciatore svizzero

## Il nome nelle arti
- Remo è il nome di un personaggio dell'Eneide di Virgilio.
- Remus Lupin è un personaggio della serie di romanzi e film Harry Potter, creata da J. K. Rowling.
- Remo Williams è un personaggio del film del 1985 Il mio nome è Remo Williams, diretto da Guy Hamilton.